# Eurasiska partiet
Det Eurasiska partiet eller Eurasien (ryska: Евразия) är ett ryskt politiskt parti som registrerades hos det ryska justitiedepartementet 21 juni 2002, ungefär ett år efter att Allryska Eurasiska Rörelsen grundades av Aleksandr Dugin. Detta innebär att partiet åtnjuter fulla rättigheter inom den ryska politiska processen.
Partiet är till stora delar nationalbolsjevistiskt, och en av dess bärande idéer är att Moskva, Berlin och Paris utgör en "naturlig" geopolitisk axel, eftersom en rak linje från Moskva till Berlin passerar i närheten av Paris om den förlängs.
Partiet förutser en evig konflikt mellan hav och land, och enligt Dugin, mellan USA och Ryssland. Han säger "I princip så är Eurasien och vårt land, kärnan (Ryssland), fortfarande skådeplatsen för en ny antiborgerlig, antiamerikansk revolution." I hans bok från 1997, Geopolitikens grunder, kan man läsa att "Det nya eurasiska imperiet kommer att byggas på den grundläggande principen om den gemensamma fienden: förkastandet av atlanticism, strategisk kontroll över USA, och vägran att låta liberala värderingar dominera oss. Denna gemensamma civilisationsimpuls kommer att ligga till grund för en politisk och strategisk union."
Eurasiska partiet grundades av Dugin samma kväll som George W. Bush besökte Ryssland i slutet av maj 2002. Partiet hoppas att få spela en avgörande roll i konflikten med tjetjenierna, med målet att förbereda Dugins dröm om en rysk strategisk allians med stater i Europa och mellanöstern, i första hand Iran.

## Plattform
Eurasiska partiet har följande fem punkter som teoretisk grund:
1. Ett geopolitiskt parti för ryska patrioter.
2. Ett socialt parti, som anser att marknadens utveckling måste underställas nationens intressen. Statens intressen ska bestämma och administrativa resurser måste nationaliseras.
3. Ett traditionalistiskt parti som vilar på ett värdesystem utvecklat från Eurasiens traditionella trosinriktningar – ortodox kristendom, islam, judendom och buddhism. Kyrkan bör vara åtskiljd från staten, men oskiljaktig från samhället, kulturen, utbildningen och informationen.
4. Ett nationellt parti. Representanter från alla nationella rörelser – först och främst ryssar, men även tatarer, jakuter, tuviner, tjetjener, kalmucker, ingusjier och andra – ska kunna uttrycka sina kulturella och politiska strävanden.
5. Ett regionalt parti. Återupplivandet och räddningen av Ryssland kommer att härstamma från regionerna, där människor har sina rötter, solidaritet, känsla för landet, naturen, kamratskap och familjevärden.

### Utrikespolitik
Vad gäller utrikespolitik anser Eurasiska partiet att:
- Den väg som västvärlden har slagit in på är destruktiv. Dess civilisation har förlorat sin andlighet och är falsk och monstruös. Bakom den ekonomiska tillväxten gömmer sig en andlig dekadens.
- Rysslands särart, dess skillnader från både Väst och Öst, är ett positivt värde. Den måste räddas, utvecklas och skyddas.
- USA utnyttjade sorgen under terroristattackerna den 11 september för att förstärka sin position i centrala Asien. Under förevändningen att man utkämpar ett krig mot terrorismen har man slagit rötter i områden med ryska intressen och påverkan, i de asiatiska länderna tillhörande Oberoende staters samvälde.
- Kulturellt, socialt och politiskt ligger Europa nära USA, men geopolitiskt, geostrategiskt och vad gäller ekonomiska intressen ligger det närmre Ryssland och Eurasien.

### Inrikespolitik
Vad gäller sin inrikespolitik har Eurasiska partiet för avsikt att:
- Förstärka Rysslands strategiska enhet, hennes geopolitiska homogenitet, den vertikala auktoritetslinjen, slå ned de ryska oligarkernas inflytande, stödja nationell affärsverksamhet samt kämpa mot separatism, extremism och lokalism.
- Främja eurasisk federalism genom att förläna etniskt-kulturella grupper politisk status och genom att genomdriva principerna om "folkets rättigheter".
- Främja eurasisk ekonomi genom att uppmuntra tillvaratagandet av stora områden, ekonomisk nationalism och underordnandet av marknadsmekanismerna i förhållande till den nationella ekonomins intressen.

## Infiltration av Peoples' Global Action
Leonid Savin, ledamot i ungdomsflygeln av det eurasiska partiet i Ukraina, lyckades infiltrera Peoples' Global Action genom att bli anställd i en av deras lokalavdelningar i Ukraina under ett antal år. Han avslöjades dock och stödet för hans grupp drogs tillbaka. Han utvecklade sedermera band till det tyska Bund für Umwelt und Naturschutz Deutschland, och deltog på åtminstone en av deras konferenser.